# Гауранга

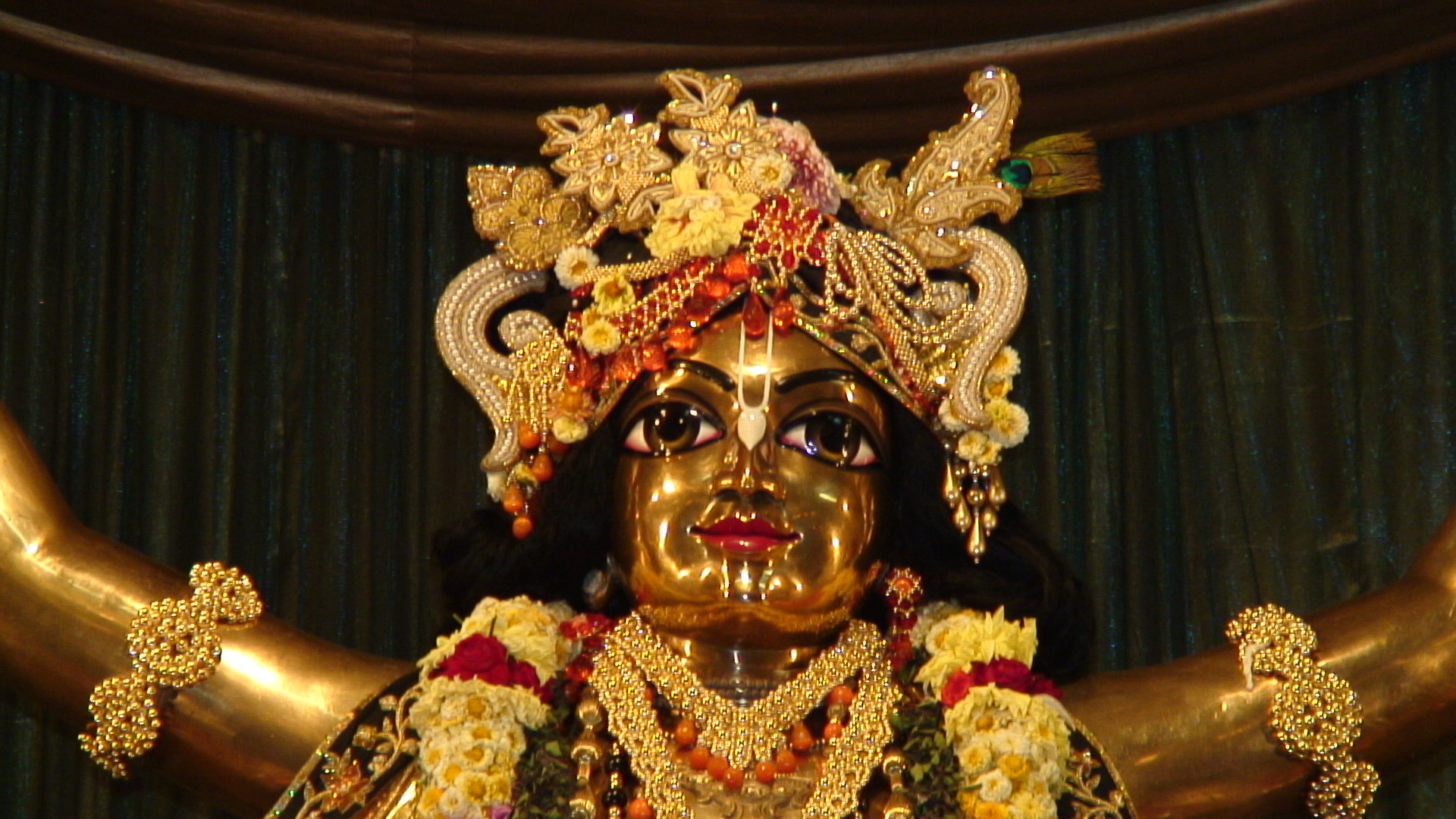
Божество Чайтаньи (Гауранги) в храме Международного общества сознания Кришны в Маяпуре, Западная Бенгалия.

Гаура́нга (санскр. गौराङ्ग, IAST: gaurāṅga от IAST: gaura «золотистый, сверкающий, красивый» и IAST: aṅga «тело») — санскритский термин, получивший известность благодаря Международному обществу сознания Кришны.

## Значение и история использования термина
Санскритский термин гауранга — это бахуврихи означающее «златотелый». Это одно из имён Кришны в Пуранах. В гаудия-вайшнавизме, Гауранга — это одно из имён основателя этой традиции Чайтаньи (1486—1534), который, по описаниям, имел кожу золотистого цвета. Кришнаиты поклоняются Чайтанье как объединённой аватаре Радхи и Кришны и считают, что любой кто услышит или произнесёт имя «Гауранга» непременно будет благословлён счастьем и удачей.
Чайтанья Махапрабху родился в Маяпуре, Бенгалия, в 1486 году. Его жизнь и учение подробно описаны во многотомной биографии «Чайтанья-чаритамрите». Сам термин появился гораздо раньше. Так, в «Агни-пуране» он приводится как эпитет аватар Вишну: IAST: prasantātma lambakanṭhas gaurāṅgas ca sura-vṛtaḥ «Верховный Атман, с длинной шеей и телом золотистого цвета, находился в окружении мудрецов».

## Кампания «Gouranga»

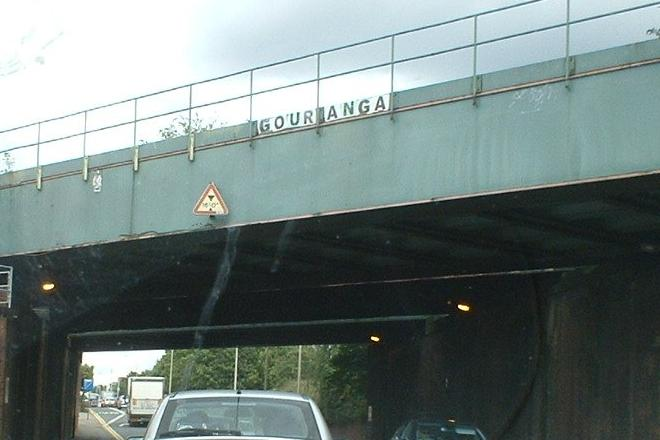
Надпись «Gouranga» на железнодорожном мосте в Лестере

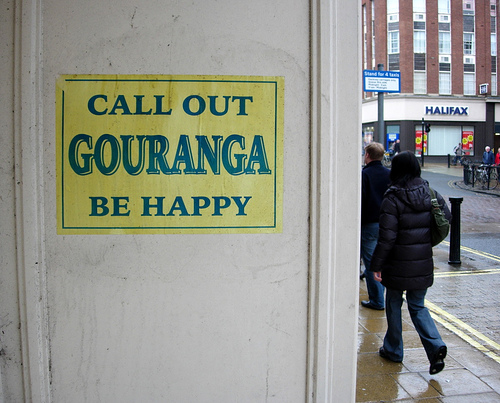
Плакат «Гауранга — будь счастлив» в Йорке, февраль 2007

Наклейки со словом «Gouranga» или надписью «Call out Gouranga and be happy!» («Взывай Гауранга и будь счастлив!») начали появляться на мостах над автострадами и железными дорогами в Шотландии, на севере Англии и в Уэльсе начиная с середины 1990-х годов. Наклейки и значки с этой фразой также распространяются кришнаитами на таких британских музыкальных фестивалях, как «Гластонбери» и Download Festival.

## Гауранга в массовой культуре
- Одним из «пасхальных яиц» в игре Grand Theft Auto является известный бонус «Gouranga», даваемый за уничтожение группы кришнаитов. В игре появляется текст «GOURANGA!» если игрок задавит группу поющих на улице кришнаитов.
- «GOURANGA» это имя, которое игрок должен ввести в игре Grand Theft Auto 2 для того чтобы иметь возможность вводить чит-коды.
- В песне группы Half Man Half Biscuit «Twydale’s Lament» с альбома Achtung Bono есть текст «Gouranga, Gouranga yes I’ll be happy when you’ve been arrested for defacing the bridge» («Гауранга, Гауранга, о да я буду рад когда тебя арестуют за то, что ты изуродовал мост»).
- «Goranga» — название одной из песен испанской рок-группы Undrop с альбома Party (2008).
- В Великобритании существует кришнаитская рок-группа под названием The Gouranga Powered Band.